# Перевідний механізм
Перевідний механізм — пристрій для переведення вістряків стрілочних переводів, їх замикання та отримання безперервного контролю їх положення.
Стрілочні приводи можуть відрізнятися за:
- видом споживаної енергії (ручні, електропневматичні, електрогідравлічні, електромагнітні, електромеханічні);
- місцем розташування відносно стрілки (всередині рейкової колії або зовні);
- способом замикання вістряків (внутрішнє або зовнішнє розташування замикального механізму);
- способом комутації робочих та контрольних ланцюгів (контактні та безконтактні),
- часом переведення стрілки (нормальнодійні та швидкодійні);
- сприйняттям розрізу (зрізні та незрізні).

Вищий коефіцієнт корисної дії електродвигунів, менша інтенсивність відмов, можливість використання однієї кабельної лінії для керування, переведення та контролю, стабільність характеристик електричного струму — причини з яких на залізницях застосовуються електромеханічні стрілочні приводи, в яких перетворення електричної енергії в механічну проводиться за допомогою електродвигунів. Такі пристрої називаються стрілочними електроприводами.